# Pawieł Czuchraj
Pawieł Grigorjewicz Czuchraj, ros. Павел Григорьевич Чухрай (ur. 14 października 1946 w Bykowie) – radziecki i rosyjski reżyser i scenarzysta filmowy, syn reżysera Grigorija Czuchraja. 

## Życiorys
Pawieł Czuchraj urodził się w Bykowie pod Moskwą, w momencie gdy jego matka była w drodze do teściów, mieszkających na Ukrainie. Jego ojciec – Grigorij Czuchraj był znanym reżyserem filmowym. Matka – Iraida z domu Pieńkowa była wykładowcą języka i literatury rosyjskiej. Do 1955 roku (kiedy to rodzina przeniosła się do Moskwy) mieszkał na Ukrainie, gdzie jego ojciec pracował w Kijowskim Studiu Filmowym. Właśnie poprzez osobę ojca, Pawieł Czuchraj od dzieciństwa związany był z kinem – w wieku 16 lat wystąpił w filmie Marka Donskiego pt. Zdrastwujtie, dieti!.
Po ukończeniu szkoły podstawowej (1962) rozpoczął naukę w szkole wieczorowej i pracę w „Mosfilmie”. Po dwóch latach pracy w charakterze montażysty, oświetleniowca i pomocnika operatora rozpoczął studia (1964) w WGIK na wydziale operatorskim (klasa Bołczekowa). W 1969 ukończył studia i od razu wstąpił na Wydział Reżyserski WGIK w klasie Tałankina, który ukończył jako ekstern w 1974. Jego pracą dyplomową był obraz Wolnomu wola. Równocześnie wciąż pracował w „Mosfilmie” jako operator filmowy.
Jako reżyser zadebiutował w wieku 30. lat filmem pt. Ty inogda wspominaj (1977). Rozgłos przyniósł mu jednak dopiero film pt. Ludi w okieanie z 1980, który – utrzymany w konwencji filmu katastroficznego – cieszył się dość dużą oglądalnością i otrzymał kilka nagród na krajowych festiwalach filmowych. W 1983 roku, na fali popularności kina młodzieżowego, Czuchraj wyreżyserował obraz pt. Klatka dla kanarków (był również jego scenarzystą), uważany przez krytyków za jego najlepszy film.
Największym jego sukcesem był Złodziej z 1997 roku – film, który uczynił go znanym dla międzynarodowej publiczności. Obraz był jednym z największych hitów kasowych w Rosji, cieszył dużą oglądalnością w USA, Francji, Włoszech. Film otrzymał 6 statuetek „Nike” – prestiżowej nagrody Rosyjskiej Akademii Filmowej, w tym za najlepszy film roku i nagrodę młodzieżowego jury na MFF w Wenecji oraz nominację do „Feliksa” w kategorii „najlepszy film fabularny”. Był nominowany do Oscara i Złotego Globu w kategorii „najlepszy film nieanglojęzyczny”. Ostatnim głośnym i nagradzanym filmem Czuchraja był obraz Kierowca dla Wiery z 2004 roku.
Jest również uznanym reżyserem filmów reklamowych. Prowadzący programu TV Wielka iluzja, w którym opowiada o historii kina światowego i prezentuje sylwetki znanych aktorów.

## Filmografia
Reżyser
- Wolnomu wola (1974)
- Ty inogda wspominaj (1977)
- Ludzie z oceanu (1980)
- Klatka dla kanarków (Kletka dla kanariejek, 1983)
- Zina-Zinula (1986)
- Zapomnitie mienia takoj (1987)
- Klucz (1992)
- Złodziej (Wor, 1997)
- Kierowca dla Wiery (Woditiel dla Wiery, 2004)
- Gracze (Russkaja igra, 2007)
- Moskwa 400 (2012)

Scenarzysta
- Ludzie z oceanu (1980)
- Kto zapłatit za udaczu? (1980)
- Klatka dla kanarków (Kletka dla kanariejek, 1983)
- Złodziej (Wor, 1997)
- Kłassik (1998)
- Kierowca dla Wiery (Woditiel dla Wiery, 2004)

Aktor
- Zdrastwujtie, dieti! (1962)

Operator
- Dom w piat' stien (1971)

## Odznaczenia i nagrody
- Order Honoru (Орден Почёта)
- Ludowy Artysta Federacji Rosyjskiej (Народный артист Российской Федерации)
- Nagroda Leninowskiego Konsomołu (Премия Ленинского комсомола)

## Życie osobiste
Mieszka i pracuje w Moskwie. Jest żonaty z Mariją (z d. Zwieriewą) – znanym dramaturgiem filmowym i scenarzystką. Ma dwie córki: Darję (ur. 1968) – filmoznawcę i Anastasiję (ur. 1976) – ekonomistę z wykształcenia a prezenterkę telewizyjną z zawodu.